# Опыт с капающим пеком

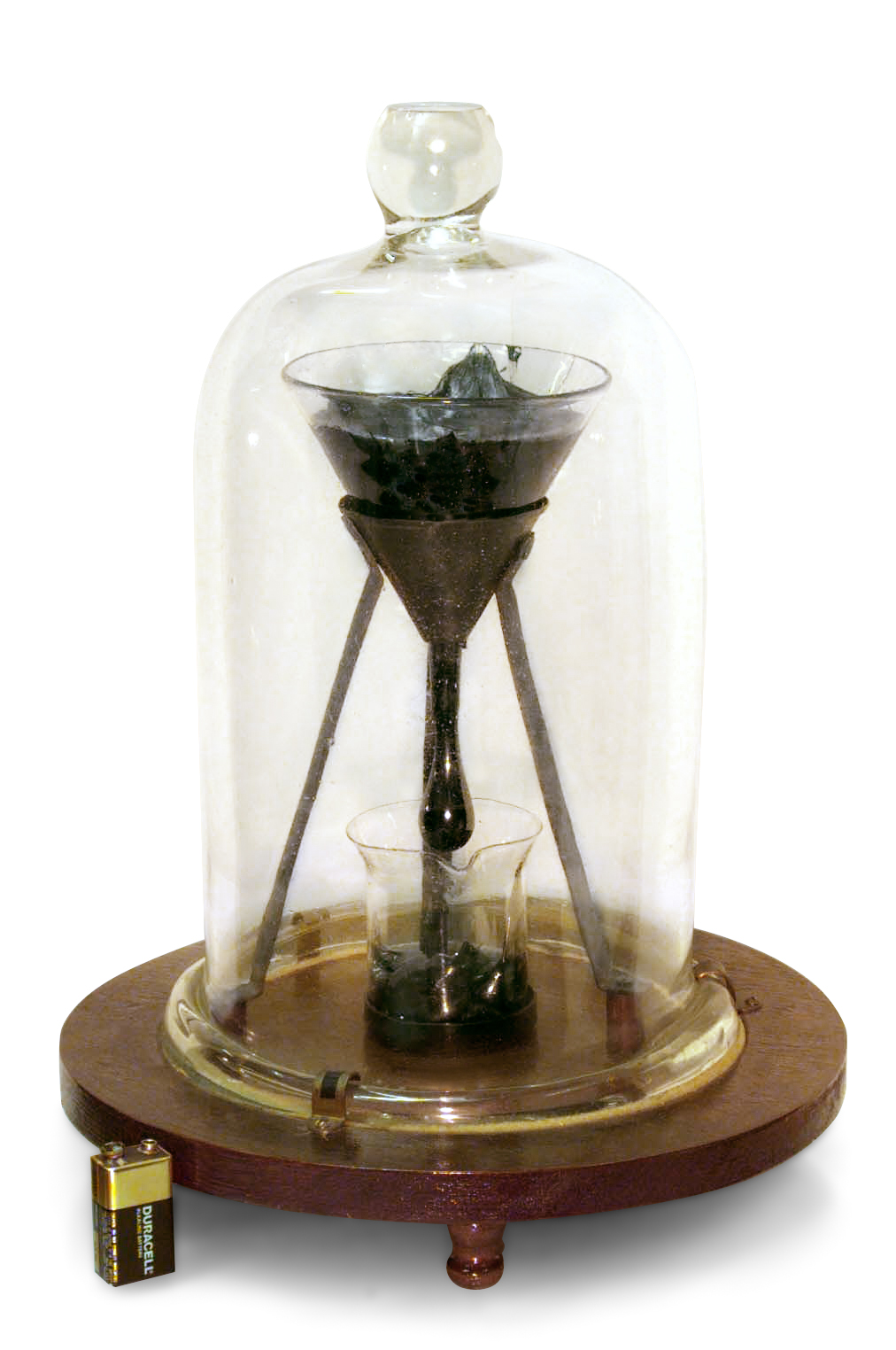
Эксперимент в Квинслендском университете (2007 год)

Опыт с капающим пеком — долгосрочный эксперимент, который измеряет скорость движения куска пека в течение многих лет. Пек в данном случае — это название любой возможной жидкости с высоким показателем вязкости, которые являются формально твёрдыми веществами; чаще всего это битум. При комнатной температуре смола течёт очень медленно: за несколько лет формируется всего одна капля.

## Эксперимент в Квинслендском университете

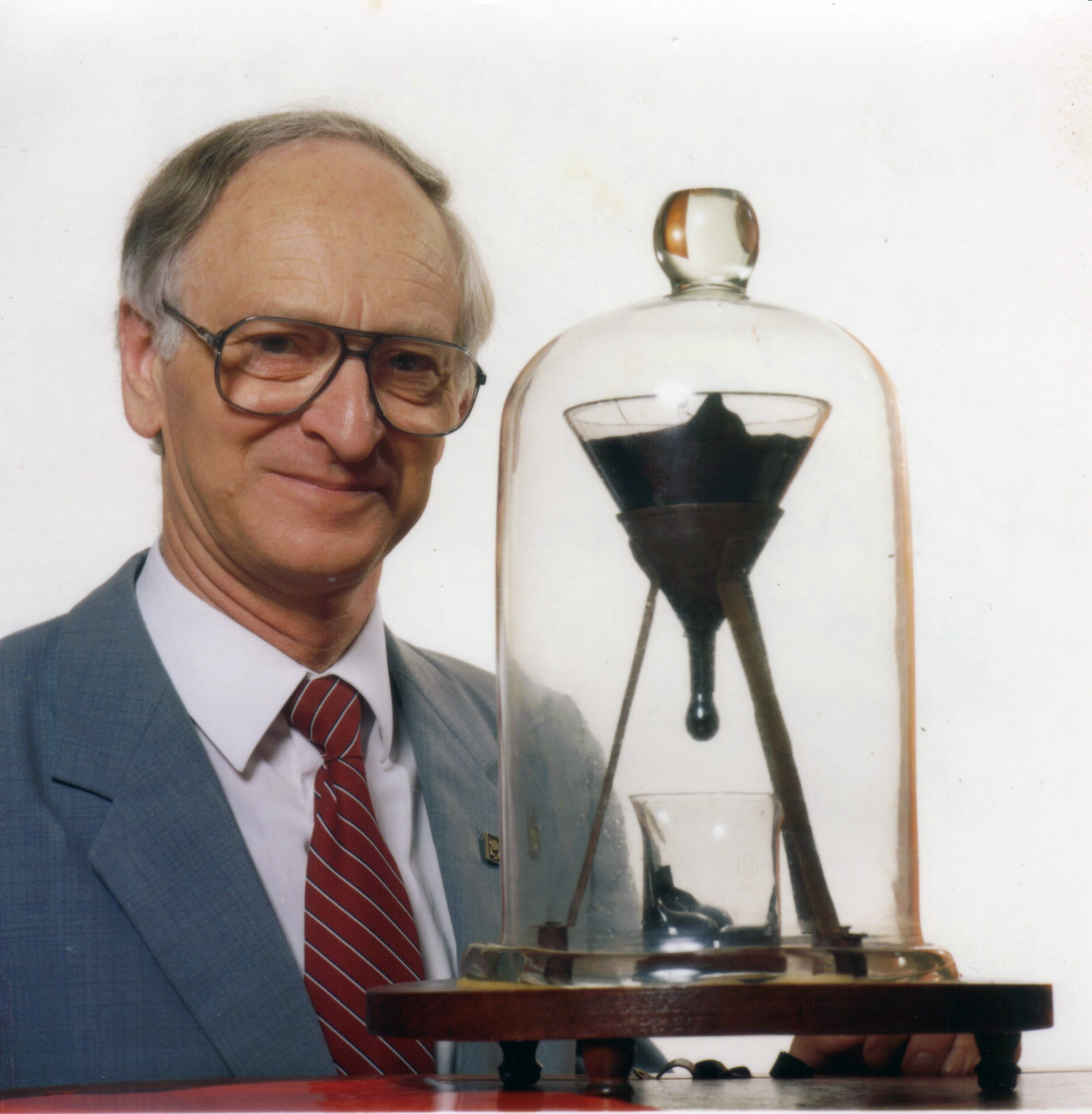
Вид эксперимента в Квинслендском университете в 1990 году во время формирования 8-й капли и его прошлый «хранитель» профессор Джон Мэйнстоун

Самый известный вариант этого эксперимента был начат в 1927 году профессором Томасом Парнеллом из университета Квинсленда в Брисбене (Австралия), чтобы продемонстрировать учащимся, что некоторые вещества, которые кажутся твёрдыми, на самом деле — жидкости очень высокой вязкости. Парнелл налил нагретый образец пека в запечатанную воронку и оставил его там на три года. В 1930 году горлышко воронки распечатали, что позволило пеку начать течь. Большие капли формировались и падали с периодичностью раз в десятилетие. Восьмая капля упала 28 ноября 2000 года, что позволило экспериментаторам подсчитать, что пек имеет вязкость примерно в 230 миллиардов ({\displaystyle 2{,}3\cdot 10^{11}}) раз больше, чем вода.
Этот опыт зафиксирован в Книге рекордов Гиннесса как самый длинный проходящий в непрерывном режиме лабораторный эксперимент в мире, и ожидается, что если количество пека в воронке будет достаточным, то эксперимент сможет продолжаться по крайней мере ещё сто лет.
Эксперимент изначально не проводился ни при каких специально контролируемых атмосферных условиях, и это означает, что вязкость могла меняться в течение года в связи с колебаниями температуры. Тем не менее через некоторое время после падения седьмой капли в 1988 году в помещении, где проходит эксперимент, был установлен кондиционер. Температурная стабильность удлинила время падения каждой капли, прежде чем она отделяется от остальной части пека в воронке, с 8-10 до 12-14 лет.
В октябре 2005 года Джон Мэйнстон, «хранитель» эксперимента того времени в Квинслендском университете, и уже покойный Томас Парнелл были награждены Шнобелевской премией по физике, пародией на Нобелевскую премию, за этот эксперимент.
На сегодняшний день никто никогда не был свидетелем реального падения капель. Сегодня эксперимент фиксируется с помощью веб-камеры, хотя технические проблемы помешали записать моменты падения последней капли. Опыт с капающим пеком демонстрируется для всеобщего обозрения на 2 этаже здания Парнелла в школе математики и физики в кампусе Сент-Люсия Квинслендского университета.
В 2014 году девятая капля упала во время замены заполнившегося до половины стакана под воронкой. После того как 17 апреля девятая капля коснулась восьмой, будучи ещё присоединённой к воронке, нынешний хранитель эксперимента, профессор Эндрю Уайт, принял решение заменить заполнившийся стакан. 24 апреля, во время снятия защитного колпака над установкой, деревянная подставка покачнулась, и капля отсоединилась от воронки.

### Ход эксперимента

| Дата           | Событие                     | Продолжительность (месяцы) | Продолжительность (годы) |
| -------------- | --------------------------- | -------------------------- | ------------------------ |
| 1927           | Начало эксперимента         |                            |                          |
| 1930           | Удаление заглушки с воронки |                            |                          |
| Декабрь 1938   | 1-я капля                   | 96-107                     | 8,0-8,9                  |
| Февраль 1947   | 2-я капля                   | 99                         | 8,3                      |
| Апрель 1954    | 3-я капля                   | 86                         | 7,2                      |
| Май 1962       | 4-я капля                   | 97                         | 8,1                      |
| Август 1970    | 5-я капля                   | 99                         | 8,3                      |
| Апрель 1979    | 6-я капля                   | 104                        | 8,7                      |
| Июль 1988      | 7-я капля                   | 111                        | 9,3                      |
| 28 ноября 2000 | 8-я капля                   | 148                        | 12,3                     |
| 17 апреля 2014 | 9-я капля коснулась 8-й     | 156                        | 13,4                     |
| 24 апреля 2014 | 9-я капля упала             | 156                        | 13,4                     |